# Duhovka queenslandská
Duhovka queenslandská (Cairnsichthys rhombosomoides) je paprskoploutvá ryba z čeledi duhovkovití (Melanotaeniidae).
Druh byl popsán roku 1928 ichtyology Johnem Treadwellem Nicholsem a Ravenem. 

## Popis a výskyt
Maximální délka ryby je 8,5 cm.
Tělo žlutohnědé s černým pruhem na boční straně. Velká stříbřitá až nažloutlá skvrna na žábrech. Samci jsou jasněji zbarvení, mají protáhlé hřbetní a řitní ploutve se žlutooranžovými okraji. Ocasní ploutev také se žlutooranžovým okrajem.
Jedná se o endemický druh z malých potoků a jezírek deštných pralesů v oblasti Mount Bellenden Ker v Austrálii.